# Margarita Nikolajewna Maslennikowa
Margarita Nikolajewna Maslennikowa (russisch Маргарита Николаевна Масленникова; * 2. November 1928 in Leningrad; † 5. März 2021 in Sankt Petersburg) war eine sowjetische Skilangläuferin.
Sie holte bei den Nordischen Skiweltmeisterschaften 1954 in Falun mit der Staffel die Goldmedaille. Zudem belegte sie dort den vierten Platz über 10 km. Bei sowjetischen Meisterschaften siegte sie fünfmal mit der Staffel (1951, 1953, 1956–1958) und einmal über 10 km (1954).